# Крысолов

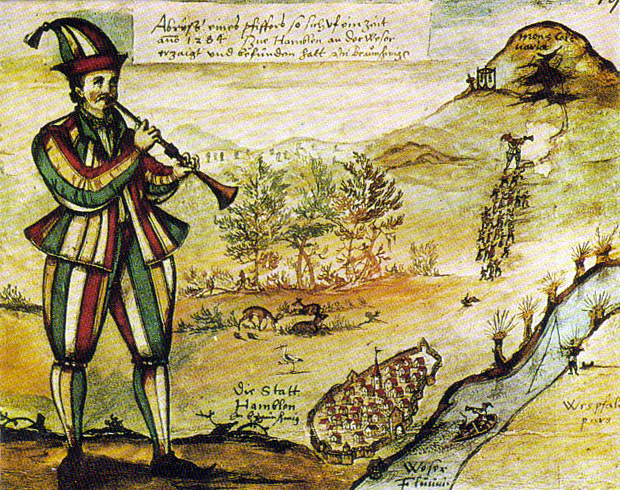
Гамельнский крысолов

Крысолов — человек, который ловит крыс с целью уменьшения их популяции. В развитых странах крысоловы объединяются с дезинсекциями.
Крысы являются переносчиками заболеваний. Из-за них в XIV веке прошла печально известная пандемия чумы — Чёрная смерть. Чтобы предотвратить распространение заболеваний, переносимых крысами, и повреждение продуктов питания, в Европе начали практиковать контроль над популяцией крыс. Современные методы борьбы с крысами включают использование ловушек, отравленной приманки, а также более целостные подходы, такие как уменьшение мусора, уборка существующих и потенциальных мест жительства грызунов, и появление хищников.
Крысоловы ловят крыс с помощью ловушек или специально выдрессированных терьеров. Согласно некоторым документам, были крысоловы, которые не только ловили крыс, но и разводили и продавали их. Таким образом, они увеличивали возможную плату от города, который их нанимал. Это и проведение крысиных боёв с собаками, возможно, способствовало появлению декоративных крыс и их одомашниванию.
Джек Блэк — английский крысолов викторианской эпохи — наиболее известен благодаря интервью с ним Генри Мэйхью, записанным в отчёте «Рабочие и бедные Лондона».

## Крысоловы в культуре
Гамельнский крысолов является одним из самых известных вымышленных крысоловов. На основе легенды о нём Марина Цветаева написала поэму «Крысолов». Такое же название носит рассказ британского писателя Роальда Даля. Крысоловы также появляются в романе Мэри Энн «Мельница на Флоссе» и играют значительную роль в «Призраке оперы» Дарио Ардженто.
Во вселенной DC одним из врагов Бэтмена был крысолов по имени Отис Флэннегэн, которого наняли в качестве крысолова в Готэм-сити. Иногда он организовывал эпидемии, используя свои сверхъестественные способности контроля над крысами.
В 1999 году был снят фильм «Крысолов». Он стал первым полнометражным фильмом сценариста и режиссёра Линн Рэмcи.

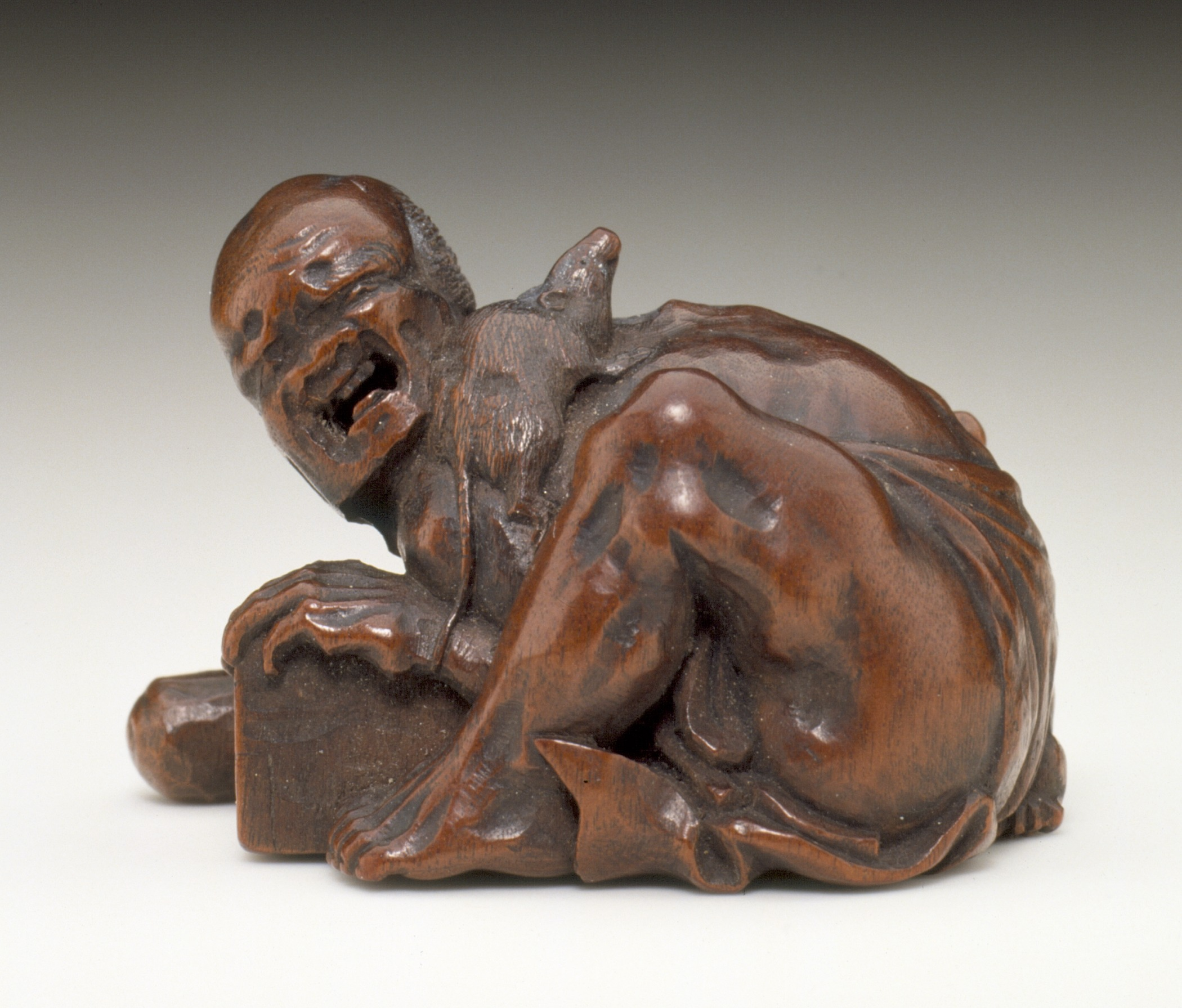
Расстроенный ловец крыс, Япония, середина XIX века, Музей искусств округа Лос-Анджелес
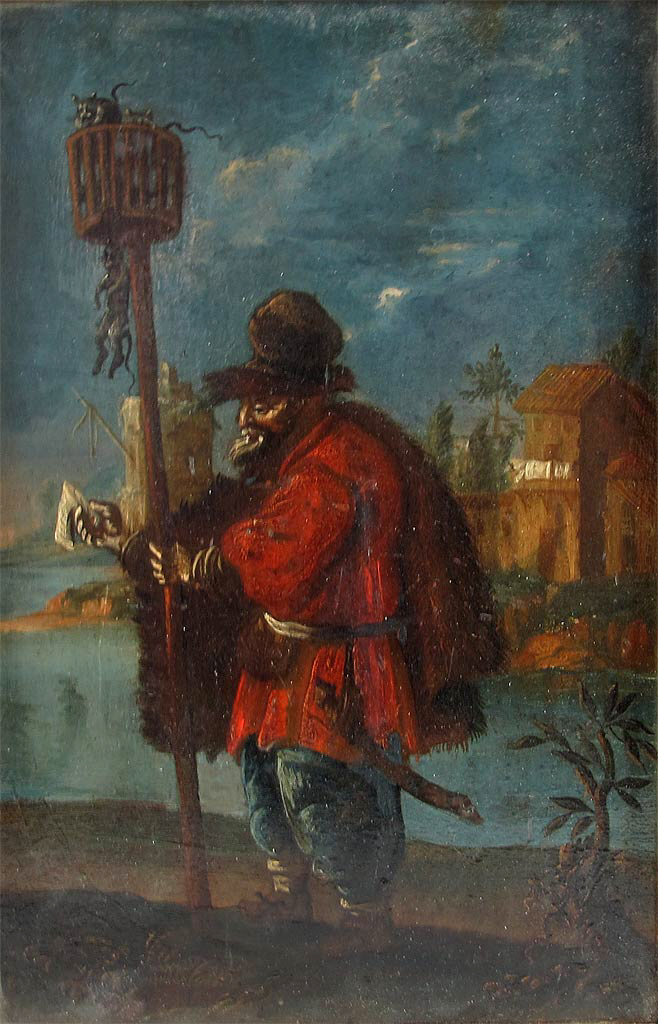
Крысолов, XIX век
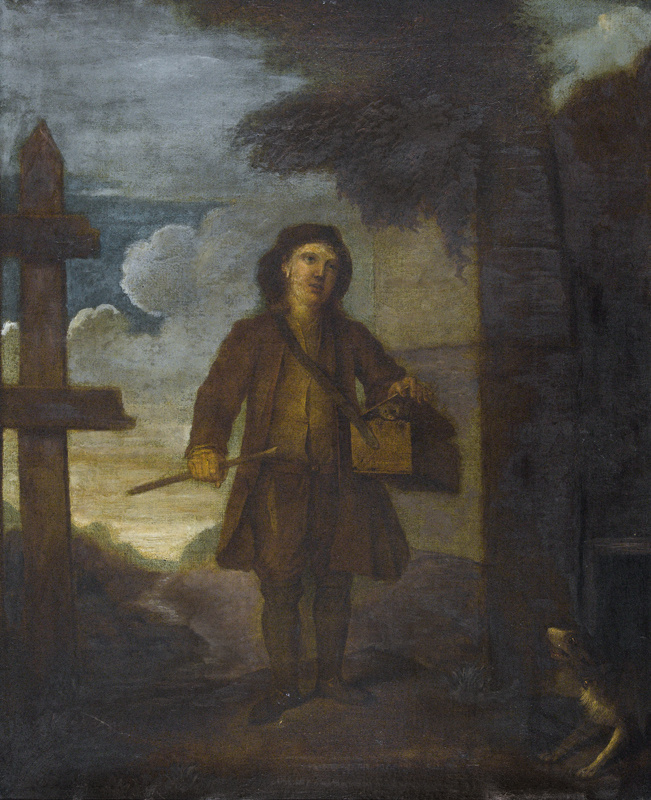
Крысолов, XVIII век
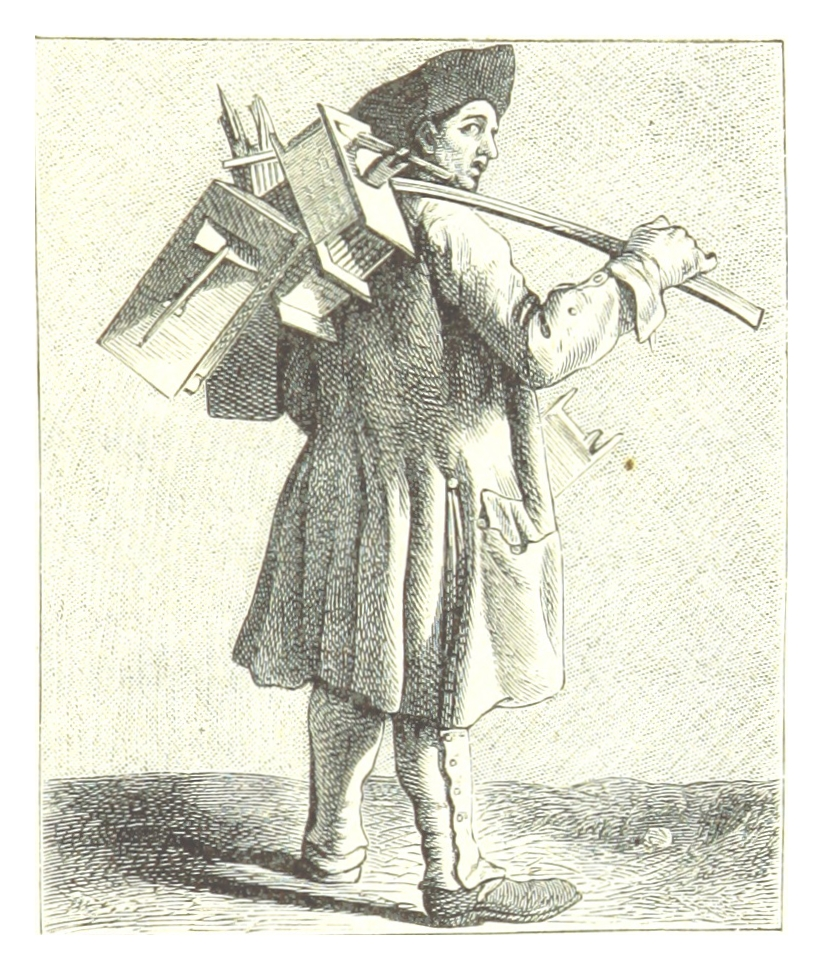
Смерть крысам, Эдме Бушардон